# Линдау (Саксония-Анхальт)
Линдау (нем. Lindau) — город в Германии, в земле Саксония-Анхальт.
Входит в состав района Анхальт-Цербст. Подчиняется управлению Эльбе-Эле-Нуте. Население составляет 1148 человек (на 31 декабря 2006 года). Занимает площадь 34,64 км².